# IXV
IXV（英語：Intermediate eXperimental Vehicle，IXV；中文又譯：過渡試驗飛行器或太空計程車）是歐洲太空總署（ESA）所研製的迷你無人穿梭機。
IXV的目的是用於驗證大氣層再入技術，首次飛行試驗於2015年2月11日，並於當天成功返航地球，且按計劃濺落在太平洋中。IXV的成功無疑有助歐洲研製出可重複使用的穿梭機，並且有望研製出載人版本使歐洲能夠進行載人航天任務，為歐洲的太空科技發展畫下新的一頁。

## 概述
自歐洲太空總署成立而來，歐洲便致力發展自身的太空科技，而IXV計劃則是歐洲太空總署又一重要的試驗，IXV的成功有望為歐洲的載人航天目標帶來極大的新重展。
IXV計劃於2002年啟動，是繼1998年歐洲太空總署的ARD（大氣層再入試驗飛行器）後又一重要試驗。其是由法國和意大利的合資企業泰雷茲阿萊尼亞宇航公司作為主導方，有數而名工程師和技術人員都參與了該項目。
由於歐洲太空總署的成員相當多，所涉及的國家均是歐洲較有經濟實力的國家，包括法國、意大利、瑞典、比利時等國。基於歐洲多國的合作，IXV就被視為歐洲太空科技的重大技術結晶品。至今，IXV已經耗資了大約1.5億歐元。

## 設計
IXV是由泰雷茲阿萊尼亞宇航公司負責設計、製造並組裝，其大小迷你，但卻具備了各種先進系統。

### 機身構造
由於穿梭機需要面對著進入軌道時所產生的極高溫度，因此IXV採用了陶瓷和燒灼材料製成的隔熱防護機身，能夠使IXV有效抵消來自進入軌道過程中的熱力。IXV的大小相等於市面上普通的一輛轎車，其長為5米、高1.5米、寬2.2米，大小對於美國的穿梭機來說相當迷你。

### 穿梭機系統
IXV配有先進的制導、導航和控制系統，具有氣動升力設計，在飛行時可使用兩個可移動的襟翼進行再入飛行控制。IXV的機身中搭載了逾三百個的感應器，以配合在其測試導航系統與穿梭機的性能。

## 測試任務
IXV的原本定於2014年11月18日進行發射升空任務，然而技術未得到完善，就將計劃推遲了三個月至2015年2月11日進行首次發射升空工作。

### 第一次飛行測試
IXV的首次升空是由歐洲太空總署研製的織女星運載火箭搭載升空，並於發射當天成功與火箭分離，並利用自身的推進器爬升至距離地面約412公里的軌道的最高點。在經過大約1小時40分鐘的飛越地球大半圈後，最終濺落於太平洋中，標誌著IXV的成功。

### 後續任務
IXV的第一次成功，成歐洲太空科技發展帶來了巨大的進步，經過這一次的完美試飛，歐洲太空總署決定計劃在2019年至2020年再次進行試飛工作，並且要求降落在地面上，而不是第一次飛行測試中濺落在太平洋中。計劃將於2015年3月研究，並於2015年中期開始設計工作。

## 技術規格
参考资料：ESA, Space.com
基本信息
- 机组：N/A
- 容量：N/A電源： 電池

性能
- 最大高度：412公里次軌道太空飛行

## 外部連結
- 官方網站（页面存档备份，存于）（英文）

## 資料來源
1. ↑  . News.com.au (News Corp Australia). 22 November 2014  [20 January 2015]. （原始内容存档于2015-09-14）.
2. ↑  . 21 November 2014  [24 November 2014]. （原始内容存档于2015-04-06）.
3. ↑  . 18 November 2014  [19 November 2014]. （原始内容存档于2010-06-04）.
4. ↑  . 2015-02-12  [2015-05-12]. （原始内容存档于2016-03-05）.
5. 1 2  . 2015-02-21  [2016-05-18]. （原始内容存档于2019-02-16）.
6. ↑  . 2015-02-12  [2015-05-12]. （原始内容存档于2015-05-02）.
7. ↑  . 2015-02-12  [2016-05-18]. （原始内容存档于2016-05-18）.
8. ↑  . 2015-02-25  [2015-05-12]. （原始内容存档于2016-03-04）.
9. ↑  . 2015-02-06  [2015-05-12]. （原始内容存档于2016-03-04）.
10. ↑  . 2015-02-13  [2015-05-12]. （原始内容存档于2015-06-05）.
11. ↑  . 2015-02-12  [2015-05-12]. （原始内容存档于2019-02-16）.
12. ↑  Howell, Elizabeth. . Space.com. 23 February 2015  [23 February 2015]. （原始内容存档于2015-05-17）.
13. ↑  . 2011-11-04  [2015-05-12]. （原始内容存档于2012-04-04）.
14. ↑  . 2011-01-13  [2015-05-12]. （原始内容存档于2015-07-03）.